# Wos

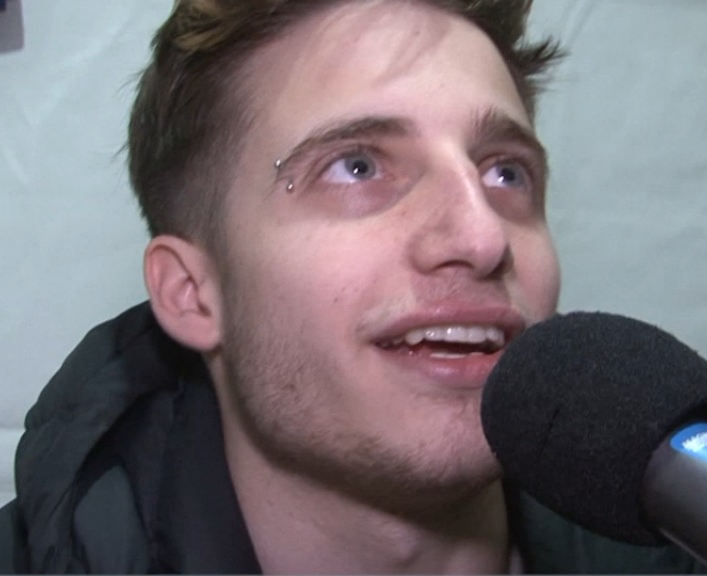
Wos

Valentín Oliva (n. 23 ianuarie 1998, Buenos Aires, Argentina), cunoscut artistic ca Wos, este un rapper și freestiler argentinian.  

## Carieră artistică
Wos a început de la o vârstă foarte fragilă în piețe și a participat la competiții de rap, unde a arătat deja un potențial mare și mai ales curaj. Dar a fost în 2016 când a arătat că nivelul său era pentru mult mai mult decât un loc, câștigând astfel mai multe competiții de rap. Wos este unul dintre cei mai de succes câștigători rap.
De asemenea, a participat la alte competiții, cum ar fi Double AA pe care va câștiga-o în Argentina. La Red Bull Batalla de los Gallos Internacional 2018 a fost încoronat campion.  În FMS Argentina 2018, Wos a fost și el victorios, după ce a învins Papo în finală.  De asemenea, a avut un rol principal în filmul Las Vegas regizat de Juan Villegas . 
În prezent, în 2019 și-a anunțat retragerea din FMS pentru a-și abate atenția asupra carierei sale muzicale, cu toate acestea va continua să fie activ în alte competiții, cum ar fi GodLevel, în care a reprezentat Argentina împreună cu Papo și Trueno în care au fost alergatori, și Finalul internațional Red Bull din 2019. 
Pe 9 august 2019, a lansat prima tăietură a albumului său de debut, Cangurul, unde critică politicienii argentinieni și ideea de „meritocrație”. Două zile mai târziu, a participat la transmisia canalului YouTube de la El Destape, unde a anunțat că lansarea unui album cu 7 melodii este iminentă. Albumul este lansat la începutul lunii octombrie 2019 sub titlul Caravan. Prezentarea oficială a fost făcută pe 11 și 12 octombrie în Groove 